# 楊世傑 (政治人物)

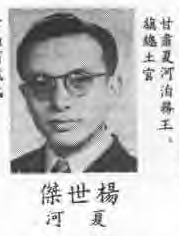
民國37年出版的《第一屆國民大會專輯》中的楊世傑肖像

楊世傑（1918年—1958年7月21日），字盈堂，又名占倉，藏名貢保先木（或貢保先、貢保仙），男，甘肅省夏河縣人，中华民国政治人物，佐蓋美武五部落（今佐蓋曼瑪鄉）世襲土官、佐蓋五部落總首領。民國31年（1942年）5月30日襲職，民國36年當選甘肅省藏民選出之第一屆國民大會代表。

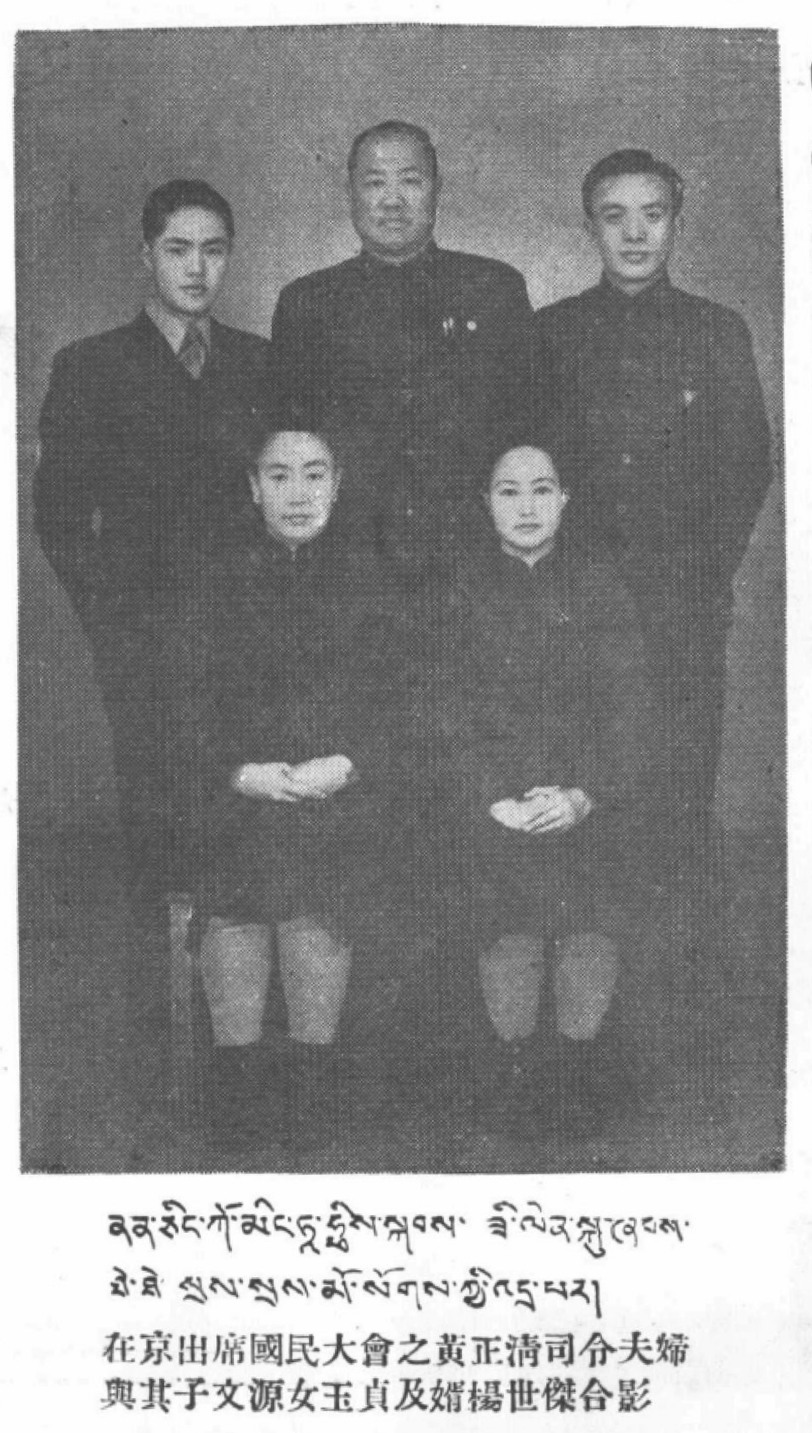
楊世傑與黃玉貞及黃正清全家

## 生平
甘肅夏河陌務（1951年改陌務為美武）五旗總土官。
民國27年(1938年)，加入中國國民黨。
民國29年(1940年)，任美武鄉鄉長。
民國35年(1946年)，赴南京國立政治大學特訓班受訓。
拉卜楞保安司令部第二團團長。
民國36年(1947年)，當選為甘肅省藏民選出之第一屆國民大會代表。
民國38年(1949年), 解放軍進入臨夏，楊世傑得悉消息，即派吳振綱等攜帶繳獲國軍散兵槍枝的清冊，趕赴臨夏與解放軍接洽。積極協助王震所派代表杜鵬程前往夏河，做拉卜楞保安司令黃正清的工作，促成其投誠。
民國38年(1949年)9月，解放軍進入夏河，楊世傑任夏河縣人民政府第一屆委員，並任拉卜楞保安司令部(後改為夏河縣民兵司令部)副司令、洮西剿匪指揮部參謀長。是年10月25日加入中國共產黨。是年任臨夏專署首屆民族事務委員會委員、政協甘肅省委員會第一屆委員。
抗美援朝期間，支援十挺機槍和十匹戰馬。
1952年，到西藏朝拜。
1953年，又越境去了印度。
1955年，相遇拉卜楞寺霍爾藏倉·華丹嘉措，遂於同年與霍爾藏倉返回祖國。到夏河後，政府委以甘南州人民委員會秘書長、州政府副主席，1956年10月任州政協副秘書長之職，但其未消除顧慮，加之患疾，掛職未就。
1958年2月，美武發生武裝叛亂，楊世傑力勸群眾和自己的親友不要參加叛亂。2月6日他接到美武鄉黨委通知，又冒生命危險，護送鄉幹部、各村黨團員和基層幹部七十餘人安全抵達合作。不幸的是，由於平叛擴大化，4月2日，楊世傑亦以現行反革命罪被捕入獄，7月21日死於獄中，終年四十歲。

## 身后
1988年，甘南州人民政府給予徹底平反，恢復名譽。

## 家庭
和黃正清之女玉貞完婚（後離異）。